# Cyrtandra basiflora
Cyrtandra basiflora är en tvåhjärtbladig växtart som beskrevs av Charles Baron Clarke. Cyrtandra basiflora ingår i släktet Cyrtandra och familjen Gesneriaceae. Inga underarter finns listade i Catalogue of Life.